# Inna Volianskaia
Inna Vitalievna Volianskaia (rus: Инна Витальевна Волянская; 5 de juliol de 1965 - 29 de gener de 2025) va ser una patinadora artística russa que va competir per la Unió Soviètica. Amb Valeri Spiridonov, va guanyar sis medalles internacionals, inclòs l'or al Trofeu Nebelhorn de 1982.

## Carrera

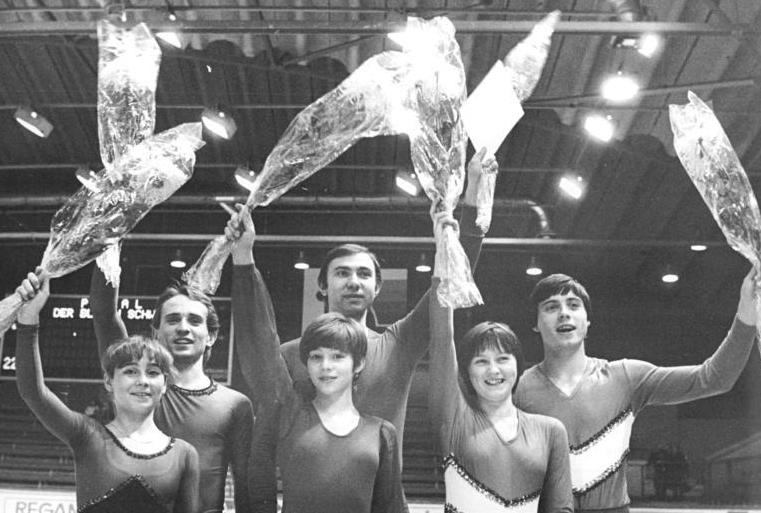
Volianskaia-Spiridonov (centre) a la copa Espases Blaves de 1980.

Volianskaia-Spiridonov va guanyar la plata a la competició St Ivel Internacional de 1980, l'or a la copa Espases Blaves de 1980,  la plata al Campionat de Praga de 1981, l'or al Gran Premi Internacional de Saint-Gervais de 1982, i l'or al Trofeu Nebelhorn de 1982. Després de retirar-se de la competició, van patinar junts en espectacles de gel, com Torvill & Dean and the Russian Allstars.
Des del 2017 fins a la seva mort el 2025, Volianskaia va treballar com a entrenadora de patinatge a Virgínia, concretament a l'Ashburn Ice House.

## Vida personal i mort
Volianskaia va néixer el 5 de juliol de 1965. Va estar casada durant un període amb Spiridonov. Volianskaia també va tenir una filla, Maria, la padrina de la qual era la de l'antic entrenador de Volianskaia, Tatiana Taràssova.
El 29 de gener de 2025, Volianskaia va morir quan l'avió de passatgers on anava a bord va xocar amb un helicòpter de l'exèrcit dels Estats Units sobre el riu Potomac a Washington DC, sense que hi hagués supervivents. Tenia 59 anys.